# Rod Hatojama

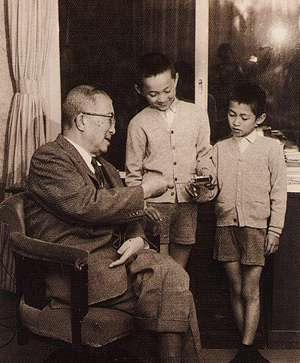
Ičiró Hatojama s vnuky Jukiem a Kuniem.

Hatojama je významná japonská rodina, zastoupená ve vrcholné politice Japonského císařství.
Prvním známým členem rodu byl Kazuo Hatojama, který se stal předsedou Sněmovny reprezentantů (dolní komora) japonského parlamentu a později prezidentem Univerzity Waseda. Jeho žena byla Haruko Hatojamová, mimochodem spoluzakladatelka prestižní Ženské univerzity Kjóricu. Jejich syn Ičiró Hatojama byl mezi lety 1954 až 1956 japonským ministerským předsedou a zakladatelem Liberálně-demokratické strany (LDP). Ičirův syn Iičiró Hatojama pokračoval v rodové tradici a stal se ministrem zahraničních věcí (1976–1977). Oženil se s Jasuko Išibaši, dcerou Šódžira Išibašiho zakladatele společnosti Bridgestone. S ní měl dva syny, starší Jukio, zakladatel Demokratické strany Japonska, byl v letech 2009–2010 japonským premiérem, mladší Kunio ministrem spravedlnosti a ministrem pro vnitřní záležitosti a komunikaci.

## Významní členové rodu
|  |  | Kazuo Hatojama předseda Sněmovny reprezentantů |                                     |                                     |                                     |                                     |                                     |  |  |                                               |                                               |                                               |                                               |                                               |                                               |  |  |
|  |  |                                                |                                     |                                     |                                     |                                     |                                     |  |  |                                               |                                               |                                               |                                               |                                               |                                               |  |  |
|  |  |                                                |                                     |                                     |                                     |                                     |                                     |  |  |                                               |                                               |                                               |                                               |                                               |                                               |  |  |
|  |  |                                                |                                     |                                     |                                     |                                     |                                     |  |  |                                               |                                               |                                               |                                               |                                               |                                               |  |  |
|  |  | Ičiró Hatojama ministerský předseda            |                                     |                                     |                                     |                                     |                                     |  |  |                                               |                                               |                                               |                                               |                                               |                                               |  |  |
|  |  |                                                |                                     |                                     |                                     |                                     |                                     |  |  |                                               |                                               |                                               |                                               |                                               |                                               |  |  |
|  |  |                                                |                                     |                                     |                                     |                                     |                                     |  |  |                                               |                                               |                                               |                                               |                                               |                                               |  |  |
|  |  |                                                |                                     |                                     |                                     |                                     |                                     |  |  |                                               |                                               |                                               |                                               |                                               |                                               |  |  |
|  |  | Iičiró Hatojama ministr zahraničních věcí      |                                     |                                     |                                     |                                     |                                     |  |  |                                               |                                               |                                               |                                               |                                               |                                               |  |  |
|  |  |                                                |                                     |                                     |                                     |                                     |                                     |  |  |                                               |                                               |                                               |                                               |                                               |                                               |  |  |
|  |  |                                                |                                     |                                     |                                     |                                     |                                     |  |  |                                               |                                               |                                               |                                               |                                               |                                               |  |  |
|  |  |                                                |                                     |                                     |                                     |                                     |                                     |  |  |                                               |                                               |                                               |                                               |                                               |                                               |  |  |
|  |  | Jukio Hatojama ministerský předseda            | Jukio Hatojama ministerský předseda | Jukio Hatojama ministerský předseda | Jukio Hatojama ministerský předseda | Jukio Hatojama ministerský předseda | Jukio Hatojama ministerský předseda |  |  | Kunio Hatojama ministr spravedlnosti a vnitra | Kunio Hatojama ministr spravedlnosti a vnitra | Kunio Hatojama ministr spravedlnosti a vnitra | Kunio Hatojama ministr spravedlnosti a vnitra | Kunio Hatojama ministr spravedlnosti a vnitra | Kunio Hatojama ministr spravedlnosti a vnitra |  |  |
|  |  | Jukio Hatojama ministerský předseda            | Jukio Hatojama ministerský předseda | Jukio Hatojama ministerský předseda | Jukio Hatojama ministerský předseda | Jukio Hatojama ministerský předseda | Jukio Hatojama ministerský předseda |  |  | Kunio Hatojama ministr spravedlnosti a vnitra | Kunio Hatojama ministr spravedlnosti a vnitra | Kunio Hatojama ministr spravedlnosti a vnitra | Kunio Hatojama ministr spravedlnosti a vnitra | Kunio Hatojama ministr spravedlnosti a vnitra | Kunio Hatojama ministr spravedlnosti a vnitra |  |  |